# РІРА
Рух ісламської революції Афганістану — традиціоналістське угрупування афганських моджахедів, яке билось проти радянських сил під час Афганської війни. Лідером угрупування був Мухаммед Набі Мухаммаді. Угрупування діяло у південних провінціях Афганістану: Кандагарі, Хелманді, Урузгані, Газні, Пактіка та Вардаку. Це було не настільки потужне угрупування, як сили Гульбеддіна Хекматіара Хезб-і-Ісламі чи угрупування Ахмед-Шаха Массуда. Рух був частиною Пешаварської сімки — коаліції сил моджахедів.
Упродовж 1990-их років група занепала. Більші частина її членів згодом перейшла на бік руху Талібан, включаючи духовного лідера останніх Муллу Омара. Рух також було послаблено внутрішнім розколом, коли від нього відокремилась група під керівництвом Мулаві Мухаммеда Османа й утворила нову партію — Національна ісламська партія процвітання Афганістану.
Після смерті лідера руху Мухаммаді в Пакистані 2001 року керівництво перейшло до сина останнього Ахмеда Набі Мухаммаді. У квітні 2005 року рух приєднався до Національного фронту порозуміння — коаліції у складі 12 опозиційних партій. Щоправда Фронт довго не проіснував.